# Голямоклюна рибарка
Голямоклюната рибарка (Phaetusa simplex) е вид птица от семейство Sternidae, единствен представител на род Phaetusa.

## Разпространение и местообитание
Разпространен е в Аржентина, Аруба, Боливия, Бразилия, Венецуела, Гвиана, Еквадор, Колумбия, Куба, Кюрасао, Парагвай, Перу, САЩ, Суринам, Тринидад и Тобаго, Уругвай и Френска Гвиана.